# Цехановский, Михаил Михайлович
Михаи́л Миха́йлович Цехано́вский (7 июня 1889, Проскуров, Подольская губерния — 22 июня 1965, Москва) — советский художник и режиссёр мультипликации. Заслуженный деятель искусств РСФСР (1964).

## Биография
Отец — действительный статский советник, сахарозаводчик и юрист Михаил Юрьевич Цехановский, в 1918 году эмигрировал в Германию, затем в Париж, где и умер. Мать, Зинаида Григорьевна, ушла из жизни в 1899 году, в возрасте 32 лет.
Выпускник Первой Санкт-Петербургской гимназии; во время учёбы там и начал рисовать. В 1908—1910 годах работал в Париже в частной скульптурной мастерской; в 1911—1914 годах был студентом юридического факультета Петербургского университета (не окончил), затем обучался в Императорской Академии художеств (Санкт-Петербург), в 1918 году окончил Московское училище живописи, ваяния и зодчества. С 1918 по 1923 год в период службы в Красной армии занимался прикладной художественной и скульптурной работой, затем вернулся в Петроград, где продолжил заниматься примерно тем же, а кроме того, работал инструктором-художником Государственного художественно-промышленного техникума.

## Книжная иллюстрация
С 1926 года Михаил Цехановский работал в издательстве «Радуга» и в детской редакции Ленгиза над иллюстрациями к детским и юношеским книгам, рядом с Владимиром Лебедевым. Цехановский, наряду с Соломоном Телингатером принял предложенный Элем Лисицким конструктивистский графический метод. Среди авторов иллюстрированных Цехановским книг — Илья Ионов («Топотун и книжка»), М. Ильин («Карманный товарищ», «Человек и стихия»), Самуил Маршак («Почта», «Приключения стола и стула», «Семь чудес»), Борис Житков («Ураган», «Телеграмма», «Рассказы о технике», «Про эту книгу»). Цехановский также печатал так называемые «кинокнижки» — «Мяч», «Бим-Бом», «Поезд», при перекидывании страниц которых создавалась короткая мультипликация, содержащая некоторые кинематографические приёмы.

## Мультипликация
С 1928 по 1936 и с 1938 по 1942 годы Михаил Цехановский был режиссёром-мультипликатором на Ленинградской кинофабрике «Совкино» (впоследствии — «Ленфильм»). Первой киноработой Цехановского стал мультфильм «Почта» (1929), основанный на собственных иллюстрациях к книге С. Маршака, и развивающий конструктивистский метод, реализованный в книге. В 1929 году Цехановский вместе с Евгением Шолпо и Арсением Авраамовым стоял у истоков «рисованного звука» — синтезирования музыкальных произведений посредством графического изображения звуковых дорожек на киноплёнке.
В 1930 году вышла озвученная версия «Почты» (композитор Владимир Дешевов, конферанс Даниила Хармса), ставшая первым советским звуковым мультфильмом. «Почта» стала и первым советским мультфильмом, имевшим широкую аудиторию, первым советским мультфильмом, который широко демонстрировался за рубежом, а раскрашенная вручную версия стала первым советским цветным фильмом. Новыми были и неожиданные диагональные ракурсы и ритмическая, синхронизированная со звуком, организация рисунка. Экспериментальный звуковой фильм «Пасифик 231» (1931 год, 10 минут) на музыку Артюра Онеггера использовал идею полной синхронности звука и изображения в изощрённой визуально-звуковой композиции, включающей монтаж съёмок действий дирижёра и оркестра, сопоставляемых с движениями составных частей паровоза.
Мультфильм «Сказка о попе и о работнике его Балде» по сказке А. С. Пушкина должен был стать первым полнометражным фильмом Цехановского и пятым фильмом, музыку к которому писал Дмитрий Шостакович. Работа над фильмом началась в 1933 году; Шостакович, успев написать часть партитуры, в ноябре 1934 года отмечал: «Масса острых, гиперболических положений, гротескных персонажей… Писать музыку легко и весело». Но в 1936 году композитор был вынужден остановить работу из-за статьи «Сумбур вместо музыки», критикующей «формализм» в его сочинениях. Возникали и организационные проблемы на киностудии, а механически взаимосвязанные движения чёрно-белых персонажей в выступлениях критиков представлялись противоречащими «высокому стилю пушкинской сказки». В конце концов почти полностью отснятая мультипликация была сдана в архив «Ленфильма», где погибла в 1941 году во время пожара, вызванного бомбардировкой осаждённого Ленинграда. Из полнометражного фильма сохранился лишь двухминутный (60 м плёнки) фрагмент «Базар» со стихами Александра Введенского и недописанная и разрозненная партитура Шостаковича, восстановленная и дописанная учеником композитора Вадимом Биберганом в 2005 году. Цехановский в своих дневниках называл судьбу картины «катастрофой».
С 1942 года — режиссёр студии «Союзмультфильм». Его мультфильмы неоднократно завоёвывали премии на международных фестивалях.

Цветная графическая фильма есть живопись во времениМихаил Цехановский

## Семья
Первая жена — Антонина Виссарионовна Китаева.
Вторая жена (c 1926 года) — Вера Всеславовна Цехановская (Шенгелидзе) (1902—1977), работала ассистентом и сорежиссёром на картинах мужа.

## Исследование творчества Цехановского
В 2013 году на XVII фестивале архивного кино «Белые Столбы» в Госфильмофонде состоялся показ экспериментального фильма М. Цехановского «Гопак» (1931) — одного из первых советских звуковых мультфильмов, который был обнаружен в чешском киноархиве Николаем Изволовым и Сергеем Каптеревым.

## Фильмография
Режиссёр
- 1929 — Почта
- 1931 — Гопак (Пляс)
- 1931 — Пасифик 231
- 1936 — Сказка о попе и о работнике его Балде (большая часть фильма утеряна)
- 1936 — Флаг нации (мультипликационная вставка в игровой фильм)
- 1940 — Сказка о глупом мышонке[18]
- 1941 — Киноконцерт 1941 года (Вальс цветов из балета «Щелкунчик»)[18]
- 1942 — Ёлка (Новогодняя сказка) (совместно с Петром Носовым)

- 1944 — Телефон
- 1948 — Цветик-семицветик — премия Кинофестиваля в Марианских Лазнях (1949) за лучший фильм для детей
- 1950 — Сказка о рыбаке и рыбке — приз Кинофестиваля в Карловых Варах (1951)
- 1952 — Каштанка
- 1954 — Царевна-Лягушка — приз «Серебряный дубовый листок» (1960) Кинофестиваля в Мар-дель-Плате
- 1956 — Девочка в джунглях (совместно с В. Цехановской) — поощрительный диплом Всесоюзного кинофестиваля (1958)
- 1958 — Сказ о Чапаеве (совместно с В. Цехановской)
- 1959 — Легенда о завещании мавра (совместно с В. Цехановской)
- 1960 — Лиса, бобёр и другие (совместно с В. Цехановской)
- 1962 — Дикие лебеди (совместно с В. Цехановской)
- 1964 — Почта (совместно с В. Цехановской)
- 1966 — Иван Иваныч заболел…

Автор сценария
- 1931 — Пасифик 231
- 1940 — Сказка о глупом мышонке
- 1941 — Киноконцерт 1941 года
- 1964 — Почта (совместно с С. Маршаком, В. Цехановской)

Художник-постановщик
- 1929 — Почта
- 1944 — Телефон (совместно с И. Ивановым-Вано, В. Цехановской)
- 1964 — Почта (совместно с Б. Корнеевым)

Художник
- 1966 — Иван Иваныч заболел…[20][21][7]

- Видео
- Почта, 1929
- Гопак, 1931
- Пасифик 231, 1931
- Сказка о попе и его работнике Балде (единственный сохранившийся фрагмент), 1933
- Сказка о глупом мышонке, 1940
- Киноконцерт 1941 года, Вальс цветов из балета «Щелкунчик»
- Ёлка (Новогодняя сказка), 1942
- Телефон, 1944

Фильмы о Михаиле Цехановском
- Михаил Цехановский. Драматическая графика. (1995, 56 минут), режиссёр: Сергей Серёгин;
- В поисках утраченной «Почты» (2014), режиссёр: Дмитрий Золотов, сценарий: Сергей Каптерев, Николай Изволов[22][23].

## Награды
- Медаль «За трудовую доблесть» (6 марта 1950 года) — за выдающиеся заслуги в развитии советской кинематографии, в связи с 30-летием[24].
- Заслуженный деятель искусств РСФСР (1964 год).